# Jim Massew
Jim Massew è un personal trainer e televenditore immaginario statunitense inventato e interpretato da Maccio Capatonda. È una parodia di Tony Little, televenditore e personal trainer statunitense noto soprattutto per le sue televendite di prodotti legati al mondo del fitness.

## Format
Jim Massew appare quasi sempre in degli spot incentrati sulla promozione di un fantomatico prodotto. In questo format, dopo aver demoralizzato il potenziale cliente in un determinato ambito, tenta di rifilargli il prodotto in questione (sempre molto costoso e il più delle volte inutile).
Può anche capitare che invece di vendere un prodotto semplicemente spieghi un metodo per dimagrire come un particolare allenamento o ballo.

## Aspetto
Ricalcando l'estetica di Tony Little si presenta con dei lunghi capelli biondi, un berretto da baseball e una tenuta sportiva rossa con una pettorina blu.

## Particolarità
Parla solo l'inglese e durante le sue televendite è doppiato pessimamente in italiano.